# Teresa Dobija

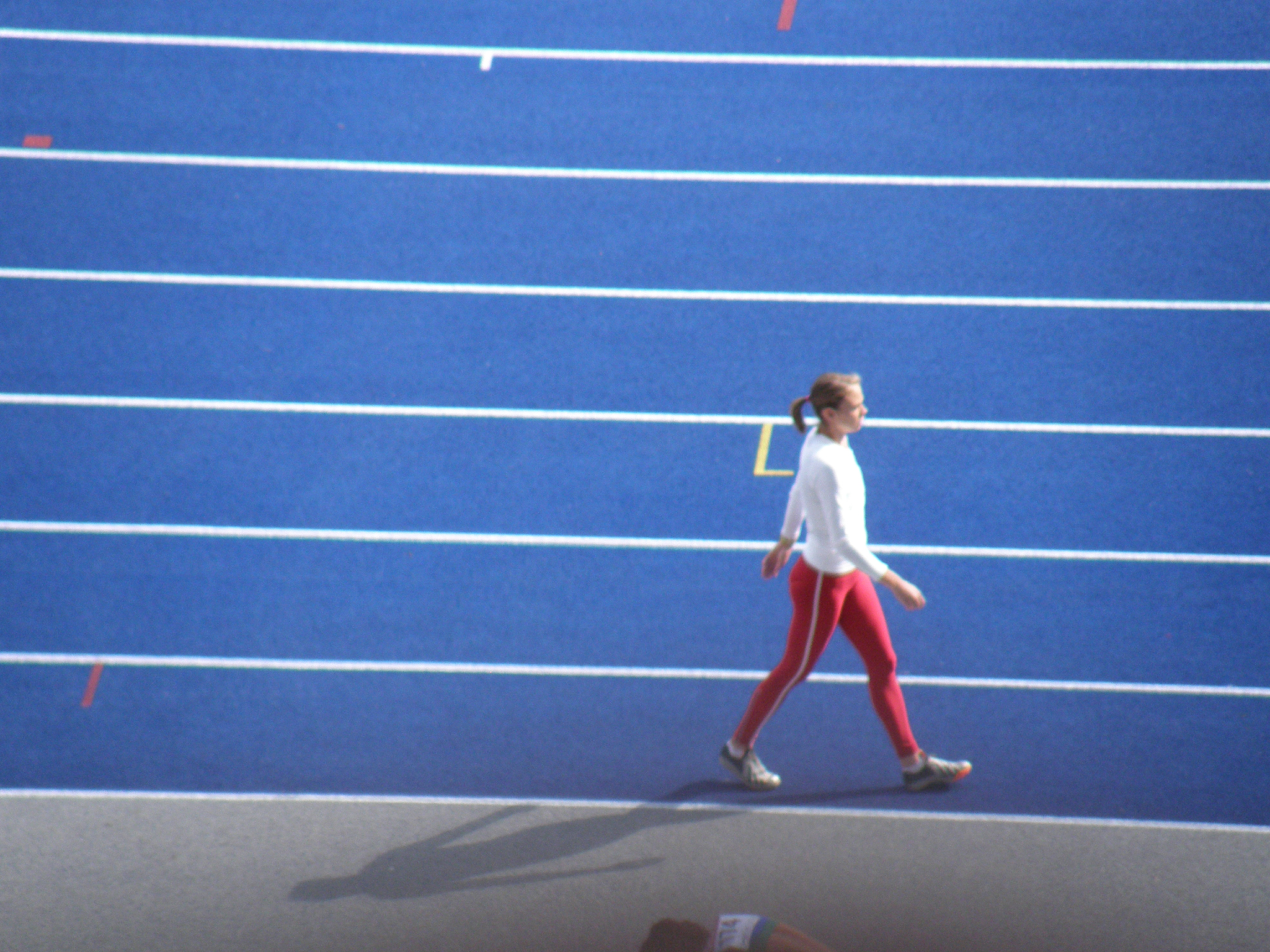
Teresa Dobija podczas mistrzostw świata w 2009 r.

Teresa Dobija (ur. 9 października 1982 w Bielsku-Białej) – polska lekkoatletka, mistrzyni Polski w skoku w dal.
Zawodniczka AZS Łódź.

## Najważniejsze osiągnięcia
- 8. miejsce podczas mistrzostw świata juniorów młodszych w Bydgoszczy (1999: 5,75, el. – 5,90)
- mistrzyni Polski – 2008: 6,58, 2009: 6,74 i 2012: 6,65, 2013: 6,58, 2014: 6,63
- halowa mistrzyni Polski – 2013: 6,34, 2014: 6,44
- 3. miejsce w superlidze drużynowych mistrzostwach Europy (2009: 6,45),
- 8. miejsce w superlidze drużynowych mistrzostwach Europy (2011: 6,41, 2014: 6,30),
- 7. miejsce w superlidze drużynowych mistrzostwach Europy (2013: 6,20)
- 4. miejsce na uniwersjadzie w Belgradzie (2009: 6,38)
- 10. lokata podczas mistrzostw świata w Berlinie (2009: 6,58)
- 22. miejsce podczas mistrzostw świata w Daegu (2011: 6,30)
- 13. miejsce podczas mistrzostw Europy w Helsinkach (2012: 6,36)
- srebrny medal igrzysk frankofońskich w Nicei (2013: 6,66)
- 6. miejsce podczas halowych mistrzostw świata w Sopocie (2014: 6,52)

## Rekordy życiowe
- stadion – skok w dal: 6,78 m (2011), trójskok: 13,27 (2014), 200m: 24,44 s (2013)
- hala – skok w dal: 6,68 m (2014), trójskok: 12,94 (2012), 200m: 25,04 s (2014)